# Radiació d'Askarian
La radiació d'Askarian, també coneguda com a efecte Askarian, és un fenomen físic que apareix quan una partícula que viatja més ràpid que la velocitat de fase de la llum dins d'un material dens dielèctric (com la sal, el gel o la regolita lunar) produeix una cascada de partícules secundàries amb una gran anisotropia de càrrega tot generant un con de radiació coherent en el règim de freqüències de radio o microones de l'espectre electromagnètic. L'efecte es similar a la radiació de Txerenkov. Rep el nom del físic soviètic-armeni Gurguèn Askarian, que en va postular la seva existència el 1962.
La radiació fou observada experimentalment per primer cop el 2000, 38 anys després de la seva predicció teòrica. Fins ara, l'efecte ha estat observat dins sorra de sílice, roques de sal, gel, i l'atmosfera terrestre.
L'efecte és d'interès per a detectar neutrins d'energia ultra-alta que travessen diversos materials. L'observatori de l'Antàrtida, ANITA (Antena d'Impuls Transitori a l'Antàrtida, en les seves sigles en anglès) empra antenes subjectes a un globus que vola per damunt del continent per tal de detectar la radiació produïda al gel per neutrins que venen del cosmos. Diversos experiments també han utilitzat la lluna com a detector de neutrins basats en la detecció de la radiació d'Askarian.